# Boleyn Ground
Boleyn Ground, també anomenat Upton Park per la seva ubicació a Upton Park, Londres, fou l'estadi de futbol del West Ham United FC de la Premier League des de l'any 1904 fins al 2016. L'estadi va ser inaugurat el 1904 i tenia una capacitat de 35.016 espectadors. La demolició de l'estadi es va iniciar el setembre del 2016.